# Brett McGurk
Brett McGurk (né le 20 avril 1976) est un diplomate américain, nommé par le président Joe Biden conseiller de la politique de la Maison-Blanche au Moyen-Orient et coordinateur pour le Moyen-Orient et l’Afrique du Nord au Conseil de sécurité nationale.

## Biographie
Brett McGurk a fait ses études de droit à l'Université de Columbia.

## Carrière politique
Brett McGurk opère comme diplomate et conseiller auprès des présidents George W. Bush en travaillant à partir de 2004 à Bagdad, puis au sein du bureau qu’il dirige désormais à la Maison Blanche. Il poursuit sa carrière sous l'administration de Barack Obama lors de laquelle, pressenti pour devenir ambassadeur à Bagdad, Brett McGurk est finalement nommé envoyé spécial de la Maison Blanche pour la coalition dirigée par les États-Unis contre l’organisation État islamique. Il travaille avec Donald Trump durant les deux premières années de son mandat, avant la nomination du gendre de ce dernier, Jared Kushner, au envoyé spécial au Moyen-Orient. Lors de l'accession au pouvoir de Joe Biden, il est de nouveau intégré dans l'administration américaine en tant que coordinateur pour le Moyen-Orient et l’Afrique du Nord.

### Sous la présidence de Barack Obama
En 2012, il est désigné par Barack Obama comme ambassadeur des Etats-Unis en Irak mais retire sa candidature après des critiques d'élus républicains. 

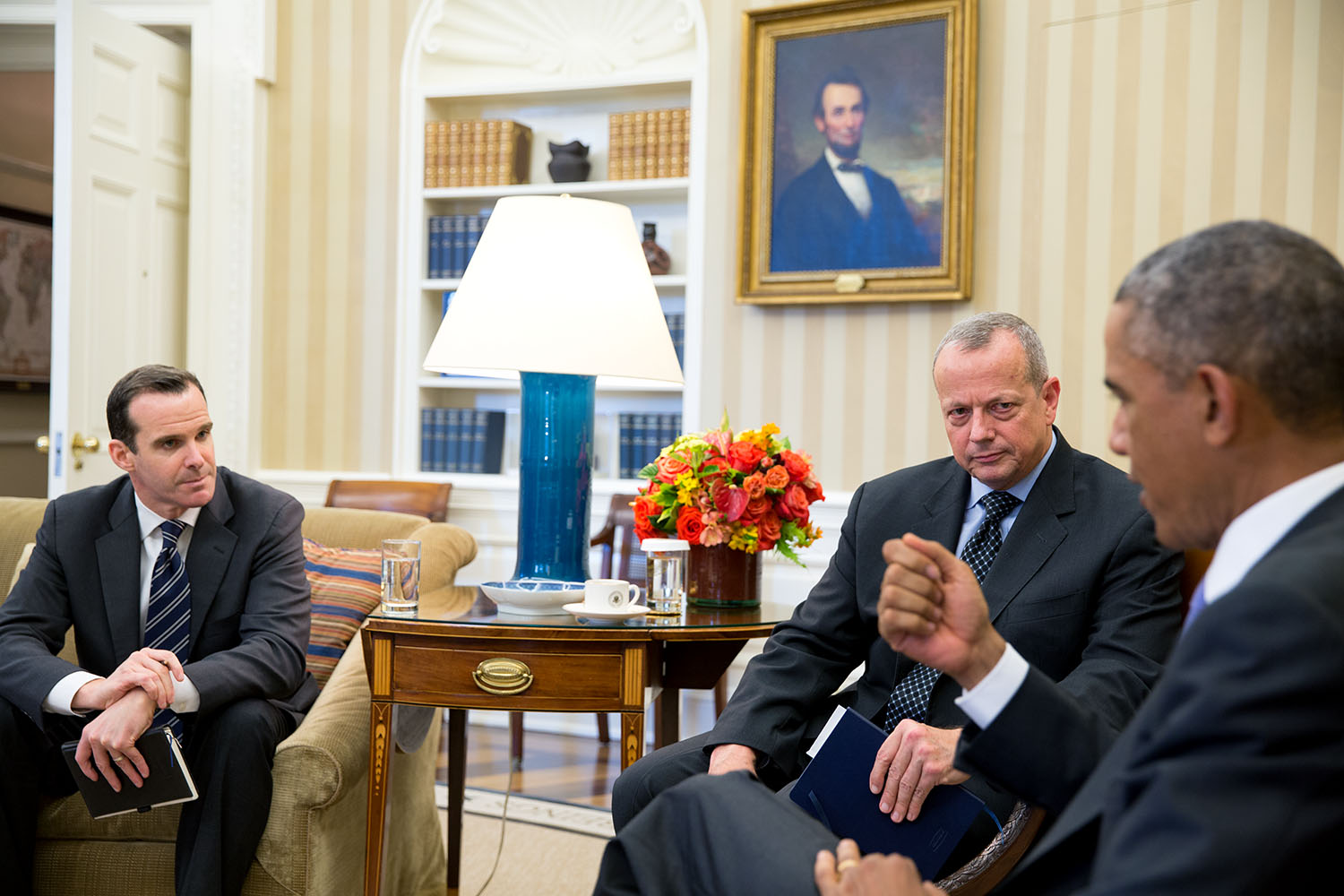
Brett McGurk avec le président américain Barack Obama et le général John Allen.

En 2015, quatre ans après le début de la guerre civile syrienne, il est nommé pour superviser la coalition militaire internationale dirigée par les États-Unis pour combattre l’État islamique en Irak et en Syrie, en remplacement du général John Allen dont il était le suppléant. Il soutient activement les combattants kurdes du YPG, intégrés dans les forces démocratiques syriennes, en première ligne contre l’État islamique, et affiche son opposition aux ambitions expansionnistes de la Turquie dans le nord de la Syrie.
Parallèlement, en 2015 et 2016, il dirige plusieurs mois de négociations avec l’Iran pour obtenir la libération de six citoyens américains.
En janvier 2016, il se rend en Syrie accompagné de hauts responsables français et britanniques, marquant la première d'un haut responsable américain dans ce pays depuis le début de la guerre, pour rencontrer des responsables des forces démocratiques syriennes. Il s'y rend de nouveau en septembre 2016 pour réitérer l'engagement continu des États-Unis à soutenir les forces démocratiques syriennes dans leur lutte contre l’État islamique, alors que les Kurdes syriens sont menacés par une offensive de l'armée turque. Parallèlement, il entretient des contacts étroits avec le gouvernement turc qu'il espère convaincre de s'impliquer dans la lutte contre l’État islamique,.

### Sous la présidence de Donald Trump
En janvier 2017, le président américain nouvellement élu Donald Trump annonce conserver Brett McGurk à son poste, qu'il juge stratégique et indispensable. En 2017, Brett McGurk coordonne les efforts de la coalition militaire internationale lors des batailles décisives de Mossoul en Irak, et Raqqa en Syrie. En juin, il se rend pour la troisième fois en Syrie, et visite la ville de Tabqa un mois après sa reprise par les FDS avec l'appui de l'armée américaine, et rencontre des responsables locaux, puis se rend de nouveau à Ankara où il rencontre le ministre turc des Affaires étrangères. En dépit de cette rencontre, le gouvernement turc ne cache pas son hostilité envers Brett McGurk qu'il considère comme trop favorable aux forces du YPG, considérés comme un groupe terroriste par Ankara. 
Brett McGurk démissionne de son poste en octobre 2018, à la suite de la décision du président américain Donald Trump de retirer les troupes américaines de Syrie, laissant l'armée turque attaquer les kurdes syriens lors des batailles d'Afrine, de Tall Abyad et de Ras al-Aïn. Le ministre américain de la Défense Jim Mattis démissionne également pour la même raison.
En janvier 2019, Brett McGurk dénonce dans une tribune publiée par le Washington Post la décision de désengagement de Donald Trump en Syrie comme ayant été prise « sans débat, sans consultation avec nos alliés ou le Congrès, ni évaluation des risques ou analyse des faits ».
En avril 2019, Brett McGurk reçoit le prix de la Fondation James Foley saluant son action en tant que « défenseur de la cause des otages ».
En octobre 2019, il accuse le président turc Recep Tayyip Erdoğan d'avoir hébergé le chef de l’État islamique Abou Bakr al-Baghdadi, tué par l'armée américaine à quelques kilomètres de la frontière turque, et dans une zone contrôlée par les rebelles syrien pro-turcs.

### Sous la présidence de Joe Biden
Il est nommé par le président Joe Biden conseiller de la politique de la Maison-Blanche au Moyen-Orient et coordinateur pour le Moyen-Orient et l’Afrique du Nord au Conseil de sécurité nationale.

### Durant le second mandat de Donald Trump
En décembre 2024, Brett McGurk invite Steve Witkoff, le successeur désigné par Donald Trump, à participer à des négociations avec le Premier ministre qatari en vue d'un cessez-le-feu entre Israël et le Hamas. Un accord a été conclu en janvier 2025 pour un cessez-le-feu de six semaines incluant un échange de 33 otages israéliens contre environ 1 000 prisonniers palestiniens et une aide humanitaire accrue à Gaza. Le New York Times a souligné la coopération exceptionnelle entre deux représentants de présidents américains rivaux dans un moment aussi critique.